# Ławoczne

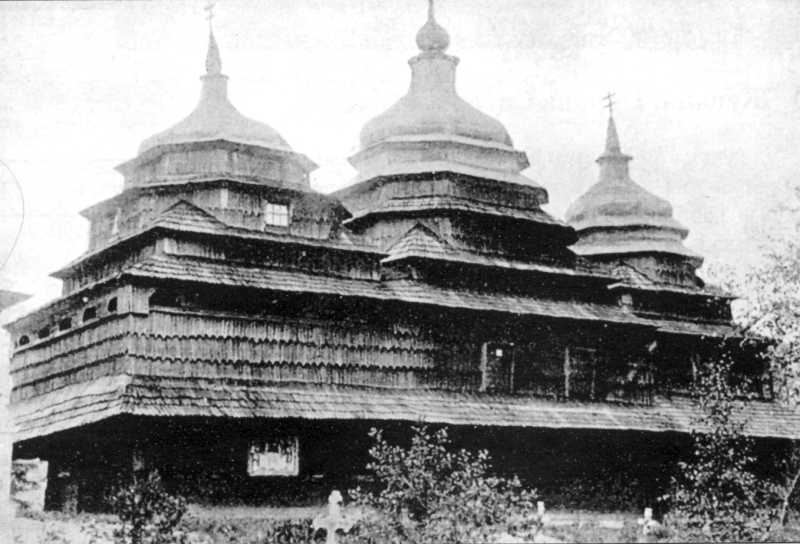
Stara cerkiew pw. św. Michała w Ławocznem

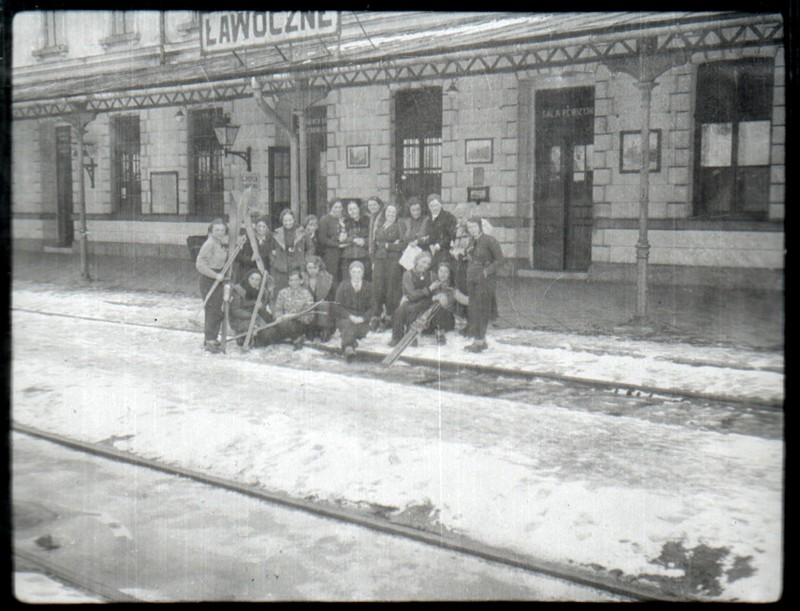
Stacja kolejowa Ławoczne, lata 30

Ławoczne (ukr. Лавочне, ros. Лавочное) – wieś na Ukrainie w Bieszczadach Wschodnich w rejonie stryjskim (do 2020 roku w rejonie skolskim) obwodu lwowskiego na wysokości 663 m n.p.m., 147 km od Lwowa na płd.-zach., 34 km od Skolego.
Za II Rzeczypospolitej do 1934 samodzielna gmina jednostkowa, następnie należała do zbiorowej wiejskiej gminy Ławoczne, której była siedzibą. Początkowo w powiecie skolskim, a od 1932 w powiecie stryjskim w woj. stanisławowskim. Miał tu siedzibę Komisariat Straży Celnej „Ławoczne”. Po wojnie wieś weszła w struktury administracyjne Związku Radzieckiego.
Wieś została zajęta przez wojska radzieckie 3 października 1944.
We wsi znajduje się stacja kolejowa Ławoczne na trasie Lwów – Stryj – Skole – Mukaczewo, na stacji zatrzymują się wszystkie pociągi dalekobieżne krajowe i międzynarodowe oraz pociągi podmiejskie ze Stryja, Skolego i Mukaczewa. Przed II wojną światową kolejowa stacja graniczna na granicy polsko-czechosłowackiej, a od marca 1939 – polsko-węgierskiej.
W 1940 roku siedziba rejonu ławoczniańskiego. 